# Завала (Єлса)
Завала (хорв. Zavala) — населений пункт у Хорватії, у Сплітсько-Далматинській жупанії у складі громади Єлса.

## Населення
Населення за даними перепису 2011 року становило 156 осіб.
Динаміка чисельності населення поселення:

## Клімат
Середня річна температура становить 16,22 °C, середня максимальна — 27,00 °C, а середня мінімальна — 4,10 °C. Середня річна кількість опадів — 723 мм.
| Клімат поселення                              | Клімат поселення | Клімат поселення | Клімат поселення | Клімат поселення | Клімат поселення | Клімат поселення | Клімат поселення | Клімат поселення | Клімат поселення | Клімат поселення | Клімат поселення | Клімат поселення | Клімат поселення |
| Показник                                      | Січ.             | Лют.             | Бер.             | Квіт.            | Трав.            | Черв.            | Лип.             | Серп.            | Вер.             | Жовт.            | Лист.            | Груд.            |                  |
| Середній максимум, °C                         | 13,43            | 13,89            | 15,79            | 18,23            | 22,81            | 26,96            | 27,00            | 26,73            | 24,15            | 20,03            | 15,80            | 12,55            |                  |
| Середня температура, °C                       | 8,78             | 9,21             | 11,11            | 13,59            | 18,18            | 22,30            | 24,54            | 24,26            | 21,70            | 17,60            | 13,31            | 10,09            |                  |
| Середній мінімум, °C                          | 4,10             | 4,59             | 6,43             | 8,93             | 13,50            | 17,61            | 22,10            | 21,83            | 19,21            | 15,10            | 10,89            | 7,63             |                  |
| Норма опадів, мм                              | 74               | 61               | 65               | 59               | 47               | 36               | 23               | 41               | 59               | 80               | 94               | 84               |                  |
| Середньомісячна швидкість вітру, м/с          | 3.63             | 3.88             | 3.98             | 3.58             | 3.10             | 2.88             | 2.90             | 2.70             | 3.03             | 3.23             | 4.05             | 4.00             |                  |
| Середньомісячна сонячна радіація, кДж/м²·день | 5749             | 8463             | 12198            | 16718            | 20813            | 23533            | 25334            | 22276            | 16491            | 10779            | 6245             | 4810             |                  |
| --------------------------------------------- | ---------------- | ---------------- | ---------------- | ---------------- | ---------------- | ---------------- | ---------------- | ---------------- | ---------------- | ---------------- | ---------------- | ---------------- | ---------------- |
| Джерело:                                      |                  |                  |                  |                  |                  |                  |                  |                  |                  |                  |                  |                  |                  |